# Знакомство с Факерами 2
«Знакомство с Факерами 2» (англ. Little Fockers) — триквел комедий «Знакомство с родителями» и «Знакомство с Факерами». Его режиссёром, в отличие от предыдущих двух фильмов, выступил Пол Вайц, а Джей Роуч, снявший первые две комедии, стал продюсером этой картины. К оригинальному актёрскому составу фильма в этой ленте присоединились Джессика Альба, Лора Дёрн и Харви Кейтель. Дастин Хоффман, исполнивший в предыдущем фильме роль отца Грега, первоначально отказался от съёмок в картине, но после уговоров продюсеров дал согласие на появление в четырёх крупных сценах.

## Сюжет
После свадьбы Грега и Пэм прошло уже восемь лет, и теперь их единственной заботой становится воспитание двух близнецов. К тому же Джек Бёрнс, обеспокоенный своим здоровьем, решает сделать Грега главой всего семейства, но для этого тому придётся пройти очередную проверку и не упасть в глазах Джека, а также всей семьи.

## В ролях
| Актёр            | Роль                                          |
| ---------------- | --------------------------------------------- |
| Бен Стиллер      | Гейлорд «Грег» Факер                          |
| Роберт Де Ниро   | Джек Бёрнс                                    |
| Тери Поло        | жена Грега Памела «Пэм» Бёрнс                 |
| Блайт Даннер     | Дина Бёрнс                                    |
| Барбра Стрейзанд | Розалинд «Роз» Факер                          |
| Дастин Хоффман   | Бернард Факер                                 |
| Джессика Альба   | Энди Гарсиа                                   |
| Оуэн Уилсон      | Кевин Ревлей                                  |
| Лора Дёрн        | Симмонс директриса школы, где учатся близнецы |
| Харви Кейтель    | прораб на стройке Рэнди Вэйр                  |
| Кевин Харт       | Луис медбрат                                  |
| Дэйзи Тахэн      | дочь Грега и Пэм Саманта Факер                |
| Колин Байоччи    | сын Грега и Пэм Генри Факер                   |
| Томас Маккарти   | доктор Боб Бэнкс                              |
| Юл Васкес        | Джуниор                                       |
| Рой Джонс        | родитель на вечеринке                         |

## Производство
Съёмки фильма начались в июне 2009 года. Universal Pictures и DreamWorks Pictures объявили 18 августа 2009 года, что выход комедии намечен на 30 июля 2010 года в полночь. Позже премьера фильма была перенесена на 22 декабря 2010 года.

## Критика
Фильм был отрицательно принят критиками. На Rotten Tomatoes у фильма 9 % положительных рецензий на основе 149 рецензий со средней оценкой 3,6 из 10. На Metacritic — 27 баллов из 100 на основе 32 рецензий, что соответствует статусу «преимущественно неблагоприятные отзывы».